# ألان غرانت
ألان غرانت (بالإنجليزية: Allan Grant)‏ (1 يوليو 1973 بغلاسكو في المملكة المتحدة - ) هو لاعب كرة قدم بريطاني في مركز جناح. لعب مع نادي كلايد ونادي سترنرير ‏.

## وصلات خارجية
- ألان غرانت على موقع Soccerbase.com (لاعب) (الإنجليزية)